# Градобоев, Эдуард Владимирович
Эдуард Владимирович Градобоев (бел. Эдуард Уладзіміравіч Градабоеў; 28 сентября 1971, Гомель) — советский и белорусский футболист, опорный полузащитник, белорусский футбольный тренер.

## Биография
Воспитанник гомельского футбола. Во взрослых соревнованиях дебютировал в 1989 году в составе «Гомсельмаша» во второй лиге СССР. Во время военной службы играл за армейский клуб «Искра» (Смоленск), также во второй лиге.
После распада СССР вернулся в Белоруссию и в течение трёх лет выступал в высшей лиге за бобруйский клуб «Трактор»/«Фандок»/«Бобруйск». Финалист Кубка Белоруссии 1993/94.
В ходе сезона 1994/95 перешёл в другой бобруйский клуб — «Шинник», вскоре переименованный в «Белшину». В этой команде провёл в качестве игрока более 10 лет, сыграв почти 250 матчей. В 2001 году со своим клубом сделал «золотой дубль» — стал чемпионом и обладателем Кубка Белоруссии. Также завоевал ещё два национальных Кубка в 1997 и 1999 годах, был серебряным призёром чемпионата в 1997 году и бронзовым — в 1996 и 1998 годах. Принимал участие в матчах еврокубков. В 2005 году вместе с командой стал победителем первой лиги Белоруссии, но после возвращения клуба в элиту завершил игровую карьеру.
Всего в высшей лиге Белоруссии сыграл 311 матчей и забил 23 гола. По состоянию на 2019 год является рекордсменом «Белшины» по числу матчей за всю историю — 245 (с учётом первой лиги).
После окончания карьеры игрока вошёл в тренерский штаб «Белшины», в разное время работал с взрослой и юношескими командами. В 2008 году был главным тренером клуба, в июле-декабре 2017 года и октябре 2018 — январе 2019 года исполнял обязанности главного тренера. В сентябре 2019 года снова назначен главным тренером клуба. По состоянию на 2019 год имел тренерскую лицензию «В» и проходил обучение на лицензию «А».
Окончил ГГУ им. Ф. Скорины по специальности «преподаватель физической культуры» (1997).

## Личная жизнь
Брат-близнец Игорь (1971—2013) тоже был футболистом, всю свою игровую карьеру братья провели совместно.
Сын Дмитрий (род. 1991) выступал за клубы первой и второй лиг Белоруссии и в первенстве дублёров высшей лиги.